# جک باکستر
جک باکستر (انگلیسی: Jack Baxter؛ 1889 – 1951 (aged 62)) بازیکن فوتبال اهل بریتانیا بود.
از باشگاه‌هایی که در آن بازی کرده‌است می‌توان به باشگاه فوتبال استوک سیتی، باشگاه فوتبال مکلسفیلد تاون، و باشگاه فوتبال دربی کانتی اشاره کرد.